# Cleome carnosa
Cleome carnosa är en paradisblomsterväxtart som först beskrevs av Ferdinand Albin Pax, och fick sitt nu gällande namn av Ernest Friedrich Gilg och Ben.. Cleome carnosa ingår i släktet paradisblomstersläktet, och familjen paradisblomsterväxter. Inga underarter finns listade i Catalogue of Life.